# Dictyna livida
Dictyna livida là một loài nhện trong họ Dictynidae.
Loài này thuộc chi Dictyna. Dictyna livida được Cândido Firmino de Mello-Leitão miêu tả năm 1941.